# Samuel Honrubia
Samuel Honrubia (Béziers, 5 luglio 1986) è un ex pallamanista francese.
Ha vinto una medaglia d'oro olimpica nella pallamano con la nazionale maschile francese, trionfando alle Olimpiadi 2012 a Londra.
Inoltre con la sua nazionale ha conquistato anche il campionato mondiale 2015 e il campionato europeo 2014.